# Denia Mazzola
Denia Mazzola - Gavazzeni est une soprano italienne d'opéra, née le 4 février 1953 dans la province de Bergame, en Italie.

## Biographie
Elle étudie au conservatoire de Vérone sous la direction de Rina Malatrasi, Rodolfo Celletti et Leyla Gencer. En septembre 1983, elle commence sa carrière professionnelle qui l'amène rapidement à un parcours international avec des rôles tels que Gilda dans Rigoletto, le rôle-titre de Lucia di Lammermoor, Elvira dans I puritani, Adina dans L'elisir d'amore et Norina dans Don Pasquale.
Elle se distingue ensuite par son talent dans des rôles de coloratura dramatique tels que Violetta dans La traviata, les rôles-titres de Maria Stuarda et de Lucrezia Borgia, Elisabetta dans Roberto Devereux, et le rôle-titre très exigeant d’Esclarmonde, qu'elle chante pour la première fois au cours du festival Massenet de Saint-Étienne, en octobre 1992, et qu'elle redonne ensuite au Teatro Massimo de Palerme, en janvier 1993.
Denia Mazzola Gavazzeni chante sur des scènes prestigieuses telles que la Scala de Milan, La Fenice, Filharmonico Vérone, San Carlo, Comunale de Florence, Bellini de Catane, Carlo Felice de Gênes, et des villes comme Cagliari, New York, Rio de Janeiro, Mexico, Santiago de Chile, Pretoria, Le Cap, Durban, Johannesburg, Vienne, Hambourg, Frankfort, Cologne, et d'autres.
En 1991, elle épouse le chef d'orchestre Gianandrea Gavazzeni.
Elle enregistre une série de DVD et de CD, parmi lesquels Esclarmonde (Koch-Schwann, 1994), Parisina (Actes Sud, 2000), Caterina Cornaro (Agora, 1996), Lucia di Lammermoor (Nuova Era, 1989), et d'autres.